# Dusona reticulata
Dusona reticulata là một loài tò vò trong họ Ichneumonidae.